# Sanna (Vorname)
Sanna ist ein Vorname. Er kann sowohl von Frauen als auch von Männern getragen werden. Der Name stammt sowohl aus dem Nordischen (als weibliche Form), als auch aus dem Afrikanischen (als männliche Form) und aus dem Arabischem (als weibliche Form).

## Bedeutung
Der Name aus dem Nordischen kann eine Kurzform von Susanne sein. Außerdem ist es eine Verniedlichungsform von Alexandra im Finnischen. Im Schwedischen stammt der Name von dem Wort sann ab, was wahr oder wahrhaftig bedeutet.

## Varianten
- Saana
- Sanda
- Sane
- Sánná
- Sannah
- Sanne
- Sanni
- Sannie
- Sannu
- Sannukka
- Sanny
- Zanna

## Namensträgerinnen
- Sanna Bråding (* 1980), schwedische Schauspielerin
- Sanna Eklund (* 1987), schwedische Biathletin
- Sanna Englund (* 1975), deutsche Schauspielerin
- Sanna Grønlid (* 1959), norwegische Biathletin
- Sanna Kiero (1930–2010), finnische Skilangläuferin
- Sanna Laari (* 1990), finnische Biathletin
- Sanna Lankosaari (* 1978), finnische Eishockeyspielerin
- Sanna Lüdi (* 1986), Schweizer Freestyle-Skierin
- Sanna Marin (* 1985), finnische Politikerin
- Sanna Nielsen (* 1984), schwedische Popsängerin
- Sanna-Leena Perunka (* 1976), finnische Biathletin
- Sanna Ruohoniemi (* ≈1993), finnische Jazzsängerin und Komponistin
- Sanna Solberg (* 1990), norwegische Handballspielerin
- Sanna Stén (* 1977), finnische Leichtgewichts-Ruderin
- Sanna Tahvanainen (* 1975), finnlandschwedische Schriftstellerin
- Sanna Talonen (* 1984), finnische Fußballspielerin
- Sanna Tidstrand (* 1985), schwedische Alpinskifahrerin
- Sanna Valkonen (* 1977), finnische Fußballspielerin
- Sanna van Vliet (* 1974), niederländische Jazz-Vokalistin und Pianistin

## Namensträger
- Sanna Jallow (* 20. Jh.), Politiker in Gambia
- Sanna Nyassi (* 1989), gambischer Fußballspieler